# Vadsbo kontrakt
Vadsbo kontrakt är ett kontrakt i Skara stift inom Svenska kyrkan.
Kontraktskoden är 0309.

## Administrativ historik
Kontraktet bildades 1962 av
hela Norra Vadsbo kontrakt med
- Amnehärads församling
- Södra Råda församling som 2006 uppgick i Amnehärads församling
- Finnerödja församling som 2006 uppgick i Finnerödja-Tiveds församling som 2014 överfördes till Glanshammars och Edsbergs kontrakt och Strängnäs stift
- Tiveds församling som 2006 uppgick i Finnerödja-Tiveds församling som 2014 överfördes till Glanshammars och Edsbergs kontrakt och Strängnäs stift
- Hova församling som 2006 uppgick i Hova-Älgarås församling
- Älgarås församling som 2006 uppgick i Hova-Älgarås församling
- Lyrestads församling
- Fredsbergs församling som 2010 uppgick i Fredsberg-Bäcks församling
- Bäcks församling som 2010 uppgick i Fredsberg-Bäcks församling
- Töreboda församling

en del av Södra Vadsbo kontrakt med
- Undenäs församling som 1995 överfördes till Kåkinds kontrakt
- Halna församling som 2002 uppgick i Töreboda församling

1995 tillfördes från då upplösta Mariestads kontrakt
- Mariestads församling
- Leksbergs församling som 2006 uppgick i Mariestads församling
- Torsö församling som 2006 uppgick i Mariestads församling
- Hassle församling som 2004 uppgick i Lyrestads församling
- Berga församling som 2004 uppgick i Lyrestads församling
- Färeds församling som 2004 uppgick i Lyrestads församling
- Enåsa församling som 2004 uppgick i Lyrestads församling
- Ullervads församling
- Eks församling som 2009 uppgick i Ullervads församling
- Ekby församling som 2009 uppgick i Ullervads församling
- Utby församling som 2009 uppgick i Ullervads församling
- Odensåkers församling som 2009 uppgick i Ullervads församling
- Tidavads församling som 2009 uppgick i Ullervads församling
- Låstads församling som 2009 uppgick i Ullervads församling
- Fägre församling
- Trästena församling som 2002 uppgick i Fägre församling
- Hjälstads församling som 2002 uppgick i Fägre församling
- Sveneby församling som 2002 uppgick i Fägre församling
- Mo församling som 2002 uppgick i Fägre församling
- Bällefors församling som 2002 uppgick i Fägre församling
- Ekeskogs församling som 2002 uppgick i Fägre församling
- Beatebergs församling som 2002 uppgick i Fägre församling

2001 tillfördes från Kinne kontrakt
- Björsäters församling som 2006 uppgick i Lugnås församling
- Lugnås församling
- Bredsäters församling som 2006 uppgick i Lugnås församling

2017 tillfördes från då upplösta Kåkinds kontrakt
- Karlsborgs församling
- Mölltorps församling
- Breviks församling
- Undenäs församling